# Мехниці (Великопольське воєводство)
Мехниці (пол. Mechnice, нім. Mechnitz) — село в Польщі, у гміні Кемпно Кемпінського повіту Великопольського воєводства.
Населення — 314 осіб (2011).
У 1975-1998 роках село належало до Каліського воєводства.

## Демографія
Демографічна структура станом на 31 березня 2011 року:
|          | Загалом | Допрацездатний вік | Працездатний вік | Постпрацездатний вік |
| -------- | ------- | ------------------ | ---------------- | -------------------- |
| Чоловіки | 156     | 45                 | 96               | 15                   |
| Жінки    | 158     | 40                 | 84               | 34                   |
| Разом    | 314     | 85                 | 180              | 49                   |